# Platynus austinicus
Platynus austinicus är en skalbaggsart som beskrevs av Barr. Platynus austinicus ingår i släktet Platynus och familjen jordlöpare. Inga underarter finns listade i Catalogue of Life.